# Jiří Hanzl
Jiří Hanzl (13. července 1922 – konec října 2011) byl československý hokejový brankář.

## Kariéra
Rodák z Prahy, který začínal první krůčky na zamrzlé Vltavě spolu se svým starším bratrem Janem, od samého začátku preferoval pozici brankáře, jeho bratr byl útočník. Organizovaně začali v SK Smíchov, ligu začali hrát za Stadion Podolí. Po krátkém zastavení se na Zbraslavi přišel přestup do pražské Sparty, kde také skončil kariéru hráče.
V sezóně 1957/1958 byl s dalšími sportovci z různých sportů zapleten do smluvených výsledků zařazených na tiket Stazky, podvod byl cca po třech letech odhalen a potrestán, Jiří Hanzl dostal ze všech sparťanů nejtvrdší trest, tři roky. Z trestu si odseděl nebo odpracoval třicet měsíců na stavbách.
V roce 1968 emigroval. Následně se v Německu věnoval trenérské práci, mezi kluby, které trénoval, byly Duisburg, Straubing, Kolín nad Rýnem. V městečku Bergisch Gladbach, ve věku 89 let v říjnu 2011 Jiří Hanzl skonal. Svého bratra Jana přežil o sedm a půl roku.
V reprezentaci odehrál 21 zápasů.